# Iwan Chadschipetrow
Iwan Chadschipetrow (auch Ivan Hadschipetrow geschrieben, bulgarisch Иван Хаджипетров), veraltet Iwan h. Petrow (bulg. Иван х. Петров; * 1834 in Kotel, Osmanisches Reich; † 1909 in Burgas, Bulgarien), war ein bulgarischer Industrieller und Politiker, Bürgermeister der Stadt Burgas und Finanzminister Ostrumeliens. Iwan Chadschipetrow nahm am Kampf für eine unabhängige bulgarische Kirche teil. 
Iwan Chadschipetrow gründete 1872 in der Hafenstadt Burgas eine Mühle, welche die Grundlage der 1884 gegründeten Großen Bulgarischen Mühlen (bulg. Големите български мелници) mit Sitz in Paris wurde. Die Großen Bulgarischen Mühlen wurden zu einem der größten Mühlenbetriebe auf der Balkanhalbinsel. Nach der Gründung Ostrumeliens 1878 wurde Chadschipetrow 1879 erster Präfekt des Kantons Burgas und später Abgeordneter im ostrumelischen Parlament und Finanzminister der Provinz. Nach der Vereinigung Bulgariens gehörte er der bulgarischen Delegation am Hofe des osmanischen Sultans an. Bei den ersten gesamtbulgarischen Wahlen 1886 wurde Chadschipetrow als Abgeordneter ins bulgarische Parlament gewählt.

## Familie
Iwan Chadschipetrow war mit Ganka Chadschipetrowa verheiratet. Sie setzte sich in den 1900er Jahren für die zahlreiche Flüchtlinge in Burgas ein und gründete dafür einen Wohltätigkeitsverein und das erste Waisenhaus von Burgas. Ein zentraler Platz in der Stadt trug bis in die 1945er Jahre ihr zu Ehren den Namen Baba Ganka (zu dt. Großmütterchen Ganka). Nach der Machtergreifung der Kommunisten wurde er in Platz Trojkata umbenannt. Ihr gemeinsamer Sohn Stefan Chadschipetrow war ebenfalls Politiker und vom 21. Mai bis 11. Juli 1916 Bürgermeister von Burgas.